# Sigma (Capiz)
Sigma è una municipalità di quarta classe delle Filippine, situata nella Provincia di Capiz, nella Regione del Visayas Occidentale.
Sigma è formata da 21 baranggay:
- Acbo
- Amaga
- Balucuan
- Bangonbangon
- Capuyhan
- Cogon
- Dayhagon
- Guintas
- Malapad Cogon
- Mangoso
- Mansacul
- Matangcong
- Matinabus
- Mianay
- Oyong
- Pagbunitan
- Parian
- Pinamalatican
- Poblacion Norte
- Poblacion Sur
- Tawog